# Ypsilon Coronae Borealis
Ypsilon Coronae Borealis (υ Coronae Borealis, förkortat Ypsilon CrB, υ CrB) som är stjärnans Bayerbeteckning, är en ensam stjärna belägen i den sydöstra delen av stjärnbilden Norra kronan. Den har en skenbar magnitud på 5,78 och är svagt synlig för blotta ögat där ljusföroreningar ej förekommer. Baserat på parallaxmätning inom Hipparcosuppdraget på ca 4,9 mas, beräknas den befinna sig på ett avstånd på ca 670 ljusår (ca 200 parsek) från solen.

## Egenskaper
Ypsilon Coronae Borealis är en blå till vit stjärna i huvudserien av spektralklass A3 V, en stjärna som för närvarande producerar energi genom fusion av vätet i dess kärna. Den har en radie som är omkring 50 procent större än solens och utsänder från dess fotosfär ca 151 gånger mera energi än solen vid en effektiv temperatur på ca 8 100 K.